# Kvalspelet till europamästerskapet i volleyboll för damer 1991
Kvalspelet till europamästerskapet i volleyboll för damer 1991 spelades 5 till 16 juni 1991. I kvalet deltog 18 landslag från CEV:s medlemsförbund som tävlade om 8 platser i mästerskapet. Kvalificerade sedan tidigare var värden för EM (Italien, liksom de tre bästa lagen från EM 1989 (Sovjetunionen, Tyskland och Rumänien. 
Kvalspelet skedde i gruppspel med fyra grupper om fyra eller fem lag. De två första lagen i varje grupp kvalificerade sig för EM.

## Turneringen

### Grupp 1
Spelplats: Salzburg, Österrike
| Pos. | Landslag        | Matcher | Matcher | Matcher | Set | Set | Bollpoäng | Bollpoäng | +/− | Poäng |
| Pos. | Landslag        | S       | V       | F       | V   | F   | V         | F         | +/− | Poäng |
| ---- | --------------- | ------- | ------- | ------- | --- | --- | --------- | --------- | --- | ----- |
| 1.   | Tjeckoslovakien | 3       | 3       | 0       | 9   | 0   | 135       | 72        | +63 | 6     |
| 2.   | Albanien        | 3       | 2       | 1       | 6   | 3   | 111       | 95        | +16 | 5     |
| 3.   | Sverige         | 3       | 1       | 2       | 3   | 7   | 106       | 127       | −21 | 4     |
| 4.   | Österrike       | 3       | 0       | 3       | 1   | 9   | 88        | 146       | −58 | 3     |

### Grupp 2
Spelplats: Schweiz
| Pos. | Landslag      | Matcher | Matcher | Matcher | Set | Set | Bollpoäng | Bollpoäng | +/−  | Poäng |
| Pos. | Landslag      | S       | V       | F       | V   | F   | V         | F         | +/−  | Poäng |
| ---- | ------------- | ------- | ------- | ------- | --- | --- | --------- | --------- | ---- | ----- |
| 1.   | Bulgarien     | 4       | 4       | 0       | 12  | 2   | 194       | 125       | +69  | 8     |
| 2.   | Nederländerna | 4       | 3       | 1       | 11  | 3   | 193       | 106       | +87  | 7     |
| 3.   | Finland       | 4       | 2       | 2       | 6   | 6   | 149       | 147       | +2   | 6     |
| 4.   | Schweiz       | 4       | 1       | 3       | 3   | 9   | 108       | 141       | −33  | 5     |
| 5.   | Luxemburg     | 4       | 0       | 4       | 0   | 12  | 55        | 180       | −125 | 4     |

### Grupp 3
Spelplats: Jugoslavien
| Pos. | Landslag    | Matcher | Matcher | Matcher | Set | Set | Bollpoäng | Bollpoäng | +/− | Poäng |
| Pos. | Landslag    | S       | V       | F       | V   | F   | V         | F         | +/− | Poäng |
| ---- | ----------- | ------- | ------- | ------- | --- | --- | --------- | --------- | --- | ----- |
| 1.   | Grekland    | 4       | 3       | 1       | 11  | 4   | 199       | 123       | +76 | 7     |
| 2.   | Jugoslavien | 4       | 3       | 1       | 11  | 6   | 215       | 173       | +42 | 7     |
| 3.   | Turkiet     | 4       | 3       | 1       | 9   | 5   | 158       | 160       | −2  | 7     |
| 4.   | Spanien     | 4       | 1       | 3       | 5   | 9   | 150       | 179       | −29 | 5     |
| 5.   | Israel      | 4       | 0       | 4       | 0   | 12  | 93        | 180       | −87 | 4     |

### Grupp 4
Spelplats: Mielec, Polen
| Pos. | Landslag  | Matcher | Matcher | Matcher | Set | Set | Bollpoäng | Bollpoäng | +/− | Poäng |
| Pos. | Landslag  | S       | V       | F       | V   | F   | V         | F         | +/− | Poäng |
| ---- | --------- | ------- | ------- | ------- | --- | --- | --------- | --------- | --- | ----- |
| 1.   | Polen     | 3       | 3       | 0       | 9   | 2   | 155       | 88        | +67 | 6     |
| 2.   | Frankrike | 3       | 2       | 1       | 7   | 5   | 148       | 127       | +21 | 5     |
| 3.   | Ungern    | 3       | 1       | 2       | 6   | 7   | 144       | 159       | −15 | 4     |
| 4.   | Danmark   | 3       | 0       | 3       | 1   | 9   | 69        | 142       | −73 | 3     |